# Cosimo Bartoli
Pour les articles homonymes, voir Bartoli.
Cosimo Bartoli né à Florence le 20 décembre 1503 et mort dans la même ville le 25 octobre 1572, est un littérateur et philologue italien du XVIe siècle.

## Biographie
Cosimo Bartoli naquit à Florence, d’une famille noble. Il se livra aux belles-lettres et aux mathématiques avec un succès égal. Il fut, en 1540, un des premiers membres de l’Accademia degli Umidi, qui devint ensuite si célèbre sous le nom d’académie florentine, et même un des deux membres chargés d’en rédiger les règlements. En 1568, le grand-duc le choisit pour son résident à Venise, où il demeura trois ans. De retour à Florence, il fut fait prieur, ou preposito, de la grande église de St-Jean Baptiste, et en remplit exemplairement les fonctions jusqu’à sa mort, dont on ignore l’époque précise.

## Œuvres

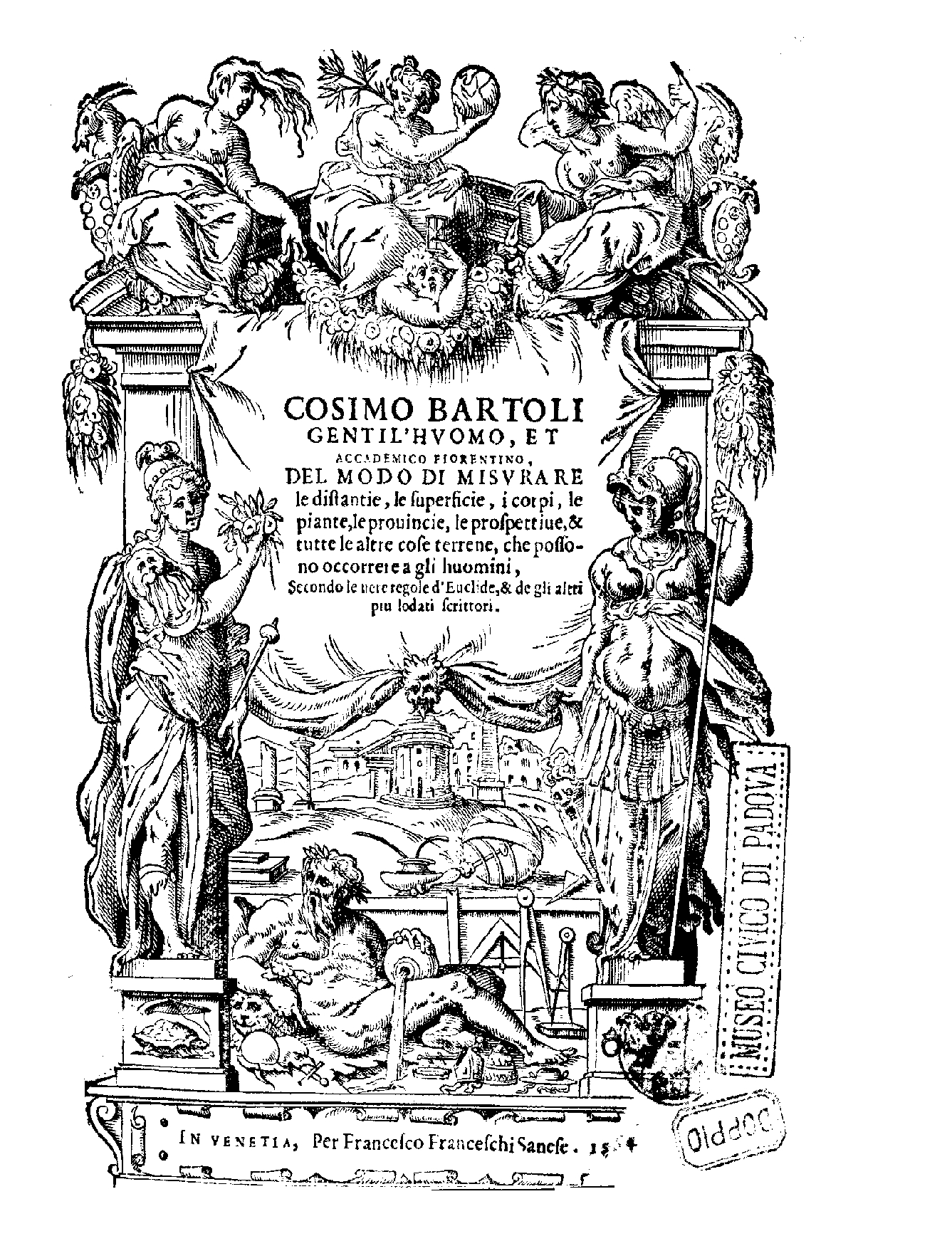
Le piante, le provincie, le prospettive, e tutte le altre cose terrene, 1564

Il a laissé un grand nombre d’ouvrages ; on estime surtout les suivants :
- Marsilio Ficino sopra l’amore, ovvero Convitto di Platone traslatato da lui dalla greca lingua nella latina, e appresso volgarizzato nella toscana, Florence, 1544, in-8°. Cette édition d’un ouvrage qui ne lui appartient pas lui doit la sorte d’estime dont elle jouit ; il conféra minutieusement le texte de Marsile Ficin, avec une bonne copie faite d’après l’original, et le fit précéder d’un long discours au nom de l’imprimeur Neri Dortelata, tant sur la nouvelle et bizarre orthographe employée dans tout l’ouvrage, et dont Bartoli ne voulait point passer pour introducteur, que sur plusieurs autres points relatifs à la langue italienne. Cette édition, qui est très-rare, n’est pas bonne pour apprendre l’italien, mais elle est curieuse pour ceux qui le savent, à cause de cette diversité d’orthographe que Bartoli avait en effet imaginée pour mieux exprimer la prononciation florentine, mais qui n’a point été adoptée.
- L’Architettura di Leon Batista Alberti tradotta in lingua fiorentina coll’aggiunta de’ disegni, etc., Florence, 1550, in-fol. fig. ; Venise, 1565, in-4° ; réimprimé à Rome, 1584, in-4°. Pietro Lauro de Modène a aussi traduit cet ouvrage latin d’Alberti, mais on préfère la traduction de Cosimo Bartoli, qui y ajouta beaucoup de dessins de son invention, tels qu’il crut qu’Alberti aurait pu les faire lui-même.
- Opuscoli morali di Leon Batista Alberti, tradotti e parte corretti da Cosimo Bartoli, Venise, 1568, in-4°.
- Manlio Severino Boezio, della Consolatione della filosofia, tradotto in volgare, Florence, 1551, in-8°. Bartoli fit cette traduction par ordre du duc, qui voulait l’envoyer à l’empereur Charles Quint ; mais Benedetto Varchi traduisit en concurrence le même ouvrage, et sa version fut préférée ; elle l’a aussi été par les académiciens de la Crusca, qui citent dans leur dictionnaire la traduction de Varchi, et non celle de Bartoli.
- Modo di misurar le distanze, le superficie, i corpi, le piante, le provincie, le prospettive e tutte le altre cose terrene secondo le vere regole di Euclide, Venise, 1564 et 1589, in-4°. Deux oraisons funèbres prononcées dans l’académie de Florence ; l’une à la mort de Carlo Lenzoni, imprimée à la fin de la Difesa della lingua fiorentina e di Dante, ouvrage posthume de cet académicien, mis au jour par Bartoli, Florence, 1556, in-4° ; l’autre à la mort de Pier Francesco Giambullari, imprimée à la fin de l’Istoria dell’Europa, du même Giambullari, publiée aussi par Bartoli, Venise, 1566, in-4°.
- Vita di Federigo Barbarossa imperator romano, Florence, 1556, in-8°.
- Ragionamenti accademici sopra alcuni luoghi di Dante, con alcune invenzioni e significati, etc., Venise, sans date, in-4° ; ibid., 1567 et 1607, aussi in-8°. À la fin du troisième de ces ragionamenti se trouve une canzone, ou ode de notre auteur, qui a suffi au Crescimbeni pour le mettre au nombre des poètes italiens.
- Discorsi istorici universali (ils sont au nombre de quarante), Venise, 1569, in-4° ; Gênes, 1582, in-4°.

## Sources
- « Bartoli (Cosme) », dans Louis-Gabriel Michaud, Biographie universelle ancienne et moderne : histoire par ordre alphabétique de la vie publique et privée de tous les hommes avec la collaboration de plus de 300 savants et littérateurs français ou étrangers, 2e édition, 1843-1865 [détail de l’édition]